# Fritz-Hubert Gräser
Fritz-Hubert Gräser (3 de janeiro de 1888 - 4 de novembro de 1960) foi um oficial alemão que serviu no Deutsches Heer durante a Segunda Guerra Mundial. Foi condecorado com a Cruz de Cavaleiro da Cruz de Ferro com Folhas de Carvalho e Espadas.

## Condecorações
| Nome                                                                       | Data                   |
| -------------------------------------------------------------------------- | ---------------------- |
| Cruz de Ferro (1914) 2ª Classe                                             | 16 de setembro de 1914 |
| Cruz de Ferro (1914) 1ª Classe                                             | 9 de outubro de 1916   |
| Distintivo de Feridos (1914) em Preto                                      |                        |
| Cruz de Honra da Guerra Mundial 1914/1918                                  |                        |
| Condecoração por longo tempo de serviço na Wehrmacht, 4ª a 1ª Classe       |                        |
| Cruz de Ferro (1939) 2ª Classe                                             | 24 de setembro de 1939 |
| Cruz de Ferro (1939) 1ª Classe                                             | 23 de outubro de 1939  |
| Distintivo de feridos (1939) em Prata                                      |                        |
| Distintivo de feridos (1939) em Ouro                                       |                        |
| Distintivo da infantaria de assalto em Bronze                              |                        |
| Cruz Germânica em Ouro                                                     | 8 de fevereiro de 1942 |
| Cruz de Cavaleiro da Cruz de Ferro                                         | 19 de julho de 1940    |
| Cruz de Cavaleiro da Cruz de Ferro com Folhas de Carvalho nº 517           | 26 de junho de 1944    |
| Cruz de Cavaleiro da Cruz de Ferro com Folhas de Carvalho e Espadas nº 154 | 8 de maio de 1945      |
| Mencionado na Wehrmachtbericht                                             | 9 de setembro de 1944  |